# John Merle Coulter
El Dr. John Merle Coulter ( 20 de noviembre de 1851 - 23 de diciembre de 1928 ) fue un educador, botánico y micólogo estadounidense, hermano del biólogo Stanley Coulter, y nacido en Ningpo, China. Estudió en el Hanover College en Indiana. Trabajó para la United States Geological Survey como botánico en las Montañas Rocosas durante dos años, entre 1872 y 1873. Fue profesor de ciencias naturales en el Hanover College, y de biología en el Wabash College, en 1879, así como rector de la Universidad de Indiana de 1891 a 1893, y de 1893 a 1896 rector del Lake Forest College. En 1896, fue director del departamento de botánica de la Universidad de Chicago. En 1875, fundó la Botanical Gazette y desde entonces fue su editor.
En 1909, Coulter, su esposa Grace y sus hijos Grace y Merle sobrevivieron al hundimiento del RMS Republic de la White Star Line, en el cual murieron 6 personas.

## Obras
- Manual of Rocky Mountain Botany (1885; reeditado en 1909)
- Manual of Texan Botany (1892-93)
- Plant Relations (1899; 3ª ed., 1910)
- Plant Structures (1899; 2ª ed., 1904)
- Morphology of Spermatophytes (1901)
- Morphology of Angiosperms (1903), junto con C. J. Chamberlain
- Plant Studies (1902; reeditado en 1905)
- A Text-Book of Botany for Colleges and Universities (dos volúmenes, 1910-11)
- Elementary Studies in Botany (1913)
- Plant Breeding (1914)

- La abreviatura «J.M.Coult.» se emplea para indicar a John Merle Coulter como autoridad en la descripción y clasificación científica de los vegetales.[1]